# Aristide Brixhe
Pour les articles homonymes, voir Brixhe.
Aristide Antoine Brixhe, né à Liège, le 4 juin 1800 et décédé à Ixelles le 17 février 1863 fut un industriel et homme politique belge francophone libéral. Il est le fils du révolutionnaire et homme politique 
Jean-Guillaume Brixhe.
Diplômé de l'École des mines de l'université de Liège, il fut ingénieur au Corps des mines. Sous le régime hollandais, Brixhe est employé par les mines du Waterstaat, à Charleroi. 
Lors de la révolution belge de septembre 1830, Aristide Brixhe prend une part active en étant membre du Comité de sûreté de Charleroi, ainsi que comme commissaire du Gouvernement provisoire pour ce même district. Il fait ainsi publier un avis aux mineurs du Borinage. 
Il deviendra directeur du charbonnage du Sacré-Français, directeur-gérant de la Société des charbonnages de Lodelinsart (1836-1845), administrateur de la S.A. des charbonnages du Carabinier, de la S.A. de Marcinelle et Couillet et enfin, commissaire du Gouvernement près du chemin de fer de l'Entre-Sambre-et-Meuse.    
Ayant pris goût à la politique, il sera élu député catholique en 1832. Il fut membre du parlement (de 1832 à 1835 et de 1852 à 1857),, et commissaire d'arrondissement à Charleroi (1830-1847).